# Eriopyga eugraphica
Eriopyga eugraphica är en fjärilsart som beskrevs av George Francis Hampson 1913. Eriopyga eugraphica ingår i släktet Eriopyga och familjen nattflyn. Inga underarter finns listade i Catalogue of Life.